# Fairfield County International
Il Fairfield County International è stato un torneo di tennis facente parte dello USLTA Indor Circuit giocato nel 1975 a Fairfield negli Stati Uniti su campi in sintetico indoor.

## Albo d'oro

### Singolare
| Anno | Vincitore    | Finalista   | Punteggio     |
| ---- | ------------ | ----------- | ------------- |
| 1975 | Roger Taylor | Sandy Mayer | 7–5, 5–7, 7–6 |

### Doppio
| Anno | Vincitore                   | Finalista              | Punteggio |
| ---- | --------------------------- | ---------------------- | --------- |
| 1975 | Juan Gisbert Clark Graebner | Sandy Mayer Ion Țiriac | 6–4, 6–4  |